# شبلي ملاط (سياسي)
شبلي ملاط (10 أيار / مايو 1960) محامي دولي، وأستاذ قانون، ومرشح سابق للرئاسة في لبنان.

## مهنة

### المحامي وأستاذ القانون
اشتهر ملاط برفع قضية ضحيتي صبرا وشاتيلا ضد. أرييل شارون وآخرون، بموجب قانون الولاية القضائية العالمية في بلجيكا، حيث فاز موكلوه بحكم يوم 12 فبراير 2003 ضد المتهم قبل تغيير القانون البلجيكي وألغاء اختصاص المحكمة. ومن بين القضايا الأخرى التي تابعها قضية ضد صدام حسين، الذي كان هدفًا لحملة دولية بدأها ملاط في عام 1995 مع مسؤولين في الكويت ولندن وواشنطن حيث تطورت لتصبح منظمة INDICT، وهي منظمة غير حكومية ساعد ملاط في تأسيسها في بريطانيا في 1996.
وبحلول عام 1998، تلقت INDICT دعمًا مفتوحًا في الكونغرس الأمريكي وفي البرلمان البريطاني، وتم تبنيه من قبل الرئيس الأمريكي آنذاك بيل كلينتون ورئيس الوزراء البريطاني توني بلير. مهدت حملة قضية ضد صدام حسين في بلجيكا عام 2002، ومحاكمته النهائية في العراق عام 2005. رُفعت قضية ثالثة ضد معمر القذافي في محاكم بيروت لعائلات الزعيم التاريخي للطائفة الشيعية موسى الصدر ورفيقيه، الصحفي عباس بدر الدين ورجل الدين محمد يعقوب، الذين اختفوا في ليبيا بعد تلقيهم دعوة رسمية من القذافي في أغسطس 1978. ساعد ملاط أيضًا في إنشاء مكتب الشرق الأوسط الإقليمي لمنظمة العفو الدولية في بيروت في عام 1999 حيث عينت شركته القانونية منذ ذلك الحين كمستشار قانوني للمنظمة.
شكل المكتب الإقليمي بقيادة كامل العبيدي وأحمد قرعود، وهما سجينان سابقان في الرأي، سابقة ملهمة لعدد كبير من منظمات المجتمع المدني في جميع أنحاء الشرق الأوسط تركز على تعزيز حقوق الإنسان والمساءلة وإلغاء عقوبة الإعدام.
يعد مكتب ملاط للمحاماة، الذي أسسه والده وجدي ملاط في بيروت عام 1949، واحد من أقدم شركات المحاماة في الشرق الأوسط، معترف به للنجاحات المهمة في الدعاوى القضائية المحلية، بما في ذلك الخلافة والعقارات والقانون الإداري وقانون الأعمال. استمرت هذه الممارسة وتم تطويرها دولياً بعد عودة ملاط إلى بيروت من لندن عام 1995. بالإضافة إلى ضحايا الجريمة الجماعية، يشمل عملاء الشركة الحكومات والسفارات والشركات متعددة الجنسيات وقادة الأعمال والقادة السياسيين.

### الوظيفية الأكاديمية
تلقى مالات تعليمه في لبنان والولايات المتحدة وأوروبا، وحصل على درجة الدكتوراه من قسم الحقوق في كلية الدراسات الشرقية والإفريقية بجامعة لندن عام 199، وشغل مناصب بحثية وتدريسية في كلية الحقوق بجامعة كاليفورنيا بيركلي (قاعة بوالت) في 1984-1985 وفي كلية الدراسات الشرقية والإفريقية، وفي عام 1992 حصل على أول منصب شغل منصب محاضر في القانون الإسلامي.
درس في الجامعة الإسلامية في لبنان خلال الفترة 1995-1996، وكان أستاذاً زائراً مرتين في جامعة ليون وفي كلية الحقوق بجامعة فرجينيا. وكان أيضًا زميلًا قديماً في مركز حقوق الإنسان التابع لكلية الحقوق بجامعة ييل للقانون وباحث في كلية كلوج بمكتبة الكونغرس. في عام 2000، حصل على منصب أستاذ في جامعة القديس يوسف (USJ) في لبنان وتم تعيينه بعد عام على أول كرسي جان مونيه من الاتحاد الأوروبي نسخة محفوظة 15 يناير 2017 على موقع واي باك مشين. في القانون الأوروبي نسخة محفوظة 15 يناير 2017 على موقع واي باك مشين. في الشرق الأوسط. وفي عام 2004، منحت مفوضية الاتحاد الأوروبي علامة «مركز التميز» الخاصة بها إلى الرئيس والمديرية العامة للتعليم والثقافة في المفوضية الأوروبية حيث كرمتها على أنها «قصة نجاح» في عام 2007.
في الفترة 2006-2007، أمضى سنة واحدة في جامعة برينستون حيث كان أستاذًا زائرًا نسخة محفوظة 4 سبتمبر 2007 على موقع واي باك مشين. في كلية وودرو ويلسون، وزميلًا في برنامج القانون والشؤون العامة، وزميلًا في المركز الجامعي للقيم الإنسانية، وزميلًا في البرنامج الدولي ودراسات إقليمية وزائرة متميزة في مركز بوبست للسلام والعدل. ومنذ عام 2007 أصبح أستاذ ملتزم في قسم السياسة والقانون في الشرق الأوسط في جامعة يوتا وأستاذ رئاسي منذ عام 2009، قام بالتدريس في خريف عام 2012 في كلية الحقوق بجامعة ييل كأستاذ زائر للقانون وأوسكار إم روبهاوزن، زميل أقدم متميز. في ربيع عام 2015، كان أستاذًا زائرًا في مدرسة الدراسات العليا للعلوم الاجتماعية نسخة محفوظة 7 يناير 2022 على موقع واي باك مشين. (EHESS) في باريس. في عام 2017، استقال من دوامه الكامل في جامعة القديس يوسف وجامعة يوتا، لكنه بقي أستاذاً في كلية الحقوق بجامعة يوتا.

### حملة الانتخابات الرئاسية
في مسقط رأسه لبنان ترشح ملاط للرئاسة في الفترة 2005-2006 في تحدٍ غير مسبوق لشغل الوظيفة، إميل لحود، الذي كان يعتمد على حكومة بشار الأسد في دمشق لفرض تمديد غير دستوري لتفويضه. خلال ثورة الأرز التي اندلعت باغتيال الخصم الرئيسي للرئيس، رفيق الحريري، كان ملاط ناشطًا في الاحتجاجات في الشوارع وفي القيادة،  حيث كانت دعوته المركزية هي إنشاء محكمة دولية مختلطة لتوقيفه. ومحاكمة قتلة الحريري وعشرات الضحايا الآخرين - المعروف في النهاية باسم المحكمة الخاصة بلبنان، وإقالة «الرئيس الممدود قسراً» من السلطة. بدأت حملة ملاط في نوفمبر 2005 لدفع ثورة مكسورة وغير موجهة نحو تحقيقها النشط في الرئاسة «التي بدت وكأنها الأشخاص الذين صنعوها».

## كتابات
ملاط هو مؤلف أو محرر ما يقارب عن أربعين كتابًا، وقد نشر العشرات من المقالات العلمية وفصول الكتب. وهو مساهم دائم في الصحف اليومية باللغات العربية والفرنسية والإنجليزية، كما عمل مستشارًا ومحررًا قانونيًا لصحيفة ديلي ستار (بيروت) في الفترة 1996-1998 وفي الفترة 2009-2010. وهو كاتب عمود منتظم في صحيفة النهار (بيروت)، الحياة (لندن)، ديلي ستار (بيروت)، الأهرام (القاهرة)، لوريون لوجور (بيروت)، وكان الكاتب ضيف في New York Times مدونة Line of Fire خلال حرب حزب الله وإسرائيل في يوليو - أغسطس 2006. إنه يرى نفسه على أنه تلميذ انتقائي لعدد من «المفكرين المنشقين» في القرن العشرين. إنه يعتمد على الفهم الموسوعي والتعبير الواضح للمجتمع من قبل المصرفي الفرنسي وعالم الاجتماع روبرت فوسارت. تصور دور المحاكم في المجتمع في أعمال جون هارت إيل والتقاليد الدستورية الأمريكية،  النزعة الإنسانية التقدمية للزعيم اللبناني كمال جنبلاط؛ و aggiornamento من التقاليد الشرعية الإسلامية من قبل محمد باقر الصدر. وجيل ديلوز فلسفة الإبداع متعدد الطبقات.

### العمل التعاوني
شهد العمل التعاوني الأكاديمي مؤسسًا مشتركًا ومحررًا عامًا الكتاب السنوي للقانون الإسلامي والشرق الأوسط، والآن في بريل،  سلسلة عن «آفاق أوروبا» لمركز الدراسات الأوروبية جامعة القديس يوسف،  وسلسلة حول القانون الإسلامي والشرق الأوسطي في كلية القانون في كلوير كمدير لمركز القانون الإسلامي والشرق الأوسط في كلية الدراسات الشرقية والإفريقية. وقد ساهم أيضًا بالعديد من المداخل والفصول في الموسوعات المتخصصة في الدراسات الإسلامية والشرق أوسطية، والقانون المقارن. في عام 2014، ساعد في تأسيس وأصبح رئيس تحرير «بدائع»،  دار نشر متخصصة للكتب باللغات العربية والفرنسية والإنجليزية في الشرق الأوسط.

### الأدب والشعر
نشأ ملاط في أسرة عريقة في تقليد الأدب والقانون. حيث كان جده شبلي ملاط معروفًا في جميع أنحاء العالم العربي باسم «شاعر الأرز». وكان شقيق جده الأكبر تامر ملاط قاضًيا وشاعراً، أعاد اكتشاف قراراته وشعره ونشره؛ كما قام بتحرير مجموعة مختارة من كتابات والده في كتابين باللغتين الفرنسية والعربية. ونشر مع ابنه تامر كتاب مصور للأطفال في عام 1997، بعنوان:" مغامرات بيروت".

## حياة خاصة
وهو ابن السيدة نهاد جوزف دياب ووالده وجدي ملاط أول رئيس للمجلس الدستوري اللبناني في لبنان (1994-1997)، ولديه ثلاث شقيقات، منال وراية وجنان، وهو متزوج من نايلة شلهوب ولديهما ولدان بالغان هما تامر ووجدي.

## المنشورات
كتب
فلسفة اللاعنف: الثورة والدستورية والعدالة خارج الشرق الأوسط، مطبعة جامعة أكسفورد، نيويورك 2015
الديموقراطية في أميركا، دار البدع، بيروت، 2016. ترجمة ومراجعة النسخة الإنجليزية من الدمقرية في أمريكا، مقدمة من غسان تويني، دار النهار، بيروت، 2001.
مقدمة لقانون الشرق الأوسط، مطبعة جامعة أكسفورد، أكسفورد 2007، الطبعة الورقية مع مقدمة جديدة، أكسفورد 2009.
العراق: دليل القانون والسياسة، Aspen / Kluwer Law International، أوستن، 2009.
2221 مارس. ثورة الأرز اللبنانية - مقال عن العدالة واللاعنف ، [لير]، بيروت، 2007.
الاختيارات الرئاسية، بيروت 1998، نشرت باللغة العربية في دار النهار (الريادة اللبنانية بين الأمل والغد) والفرنسية (Défis présidentiels) والإنجليزية.
الشرق الأوسط حتى القرن الحادي والعشرين، Garnet، ريدينج 1996. (غلاف عادي نشر في عام 1997 ؛ طبعة الولايات المتحدة في عام 1998 ؛ متسلسلة جزئيًا في الصحف اليومية العربية).
تجديد القانون الإسلامي: محمد باقر الصدر، النجف، والشيعة الدولية، مطبعة جامعة كامبريدج (مكتبة الشرق الأوسط)، 1993، غلاف عادي 2004. نشرت أيضا باللغة العربية، البهاسا الإندونيسية والتركية.
كتب من الحملة الرئاسية
حديث رئاسي، دار الجديد، بيروت، 2008. أهم الخطب والمقابلات والمحاضرات حول الحملة الانتخابية (نوفمبر 2005 - يونيو 2006).
أوراق رئاسية، الطبعة الثانية. بيروت يناير 2006. (قضايا، سياسات، إنجازات)
البرنامج البرلماني الرياسي، باللغات العربية والفرنسية والإنجليزية
انتخابات رئاسية حرة ونزيهة، ملف منشور على الإنترنت.
محكمة دولية للجميع، ملف منشور على الإنترنت.
رئاسة مقنعة، حملة مالات في أخبار العالم، بيروت، أبريل 2006. (مجموعة من الملامح في الصحف العربية والدولية).
اختيار الكتب المحررة

## روابط خارجية
- مكاتب قانون ملاط
- لبنان الإنساني
- مشروع العدالة العالمية: العراق
- الحق في اللاعنف الحقّ باللاعنف نسخة محفوظة 14 فبراير 2012 على موقع واي باك مشين.
- الثورة الدستورية والربيع العربي بودكاست لشبلي ملاط يتحدث في مؤتمر عقدته مؤسسة القانون والعدالة والمجتمع، أكسفورد